# Сличне матрице
У математици, посебно линеарној алгебри, две матрице A и B су сличне ако су то матрице једног истог линеарног пресликавања неког векторског простора V у односу на две његове базе A и B, редом.
Тада за матрицу промене координата при преласку са базе A на базу B, , важи .

## Дефиниција
За две квадратне матрице A и B истог реда n кажемо да су сличне матрице ако за неку инверзибилну матрицу S реда n важи:

## Особине сличних матрица
Сличне матрице нису „сличне“ у лаичком смислу, јер оне наоко могу изгледати сасвим различито.
Сличност матрица је релација еквиваленције. Једно од основних питања којима се бави линеарна алгебра јесте налажење, за дату матрицу A, у извесном смислу што „једноставније“ матрице B сличне матрици A. Матрице сличне некој дијагоналној матрици називају се дијагонализабилне (понегде дијагонабилне) матрице; доказује се да су такве, на пример, све n&nbsp;&times;&nbsp;n матрице са n различитих својствених вредности, али и неке друге. Са друге стране, свака комплексна матрица има јединствену Жорданову нормалну форму, која јој је слична; општије, свака матрица над ма којим пољем F слична је тачно једној матрици у Жордановој нормалној форми над алгебарским затворењем  и две матрице су међусобно сличне ако и само ако су њихове Жорданове форме идентичне (до на редослед блокова). Од интереса су и други канонски облици матрица.
Сличност не зависи од поља: ако је L поље које садржи неко потпоље K, тада су две матрице A и B над K сличне као матрице над K ако и само ако су сличне као матрице над L.
Посебно, кажемо да су матрице пермутационо сличне ако се матрица S може изабрати тако да буде пермутациона, унитарно сличне ако се S може изабрати да буде унитарна, итд. Према спектралној теореми је свака нормална матрица унитарно слична дијагоналној; посебно је свака реална симетрична матрица ортогонално и свака хермитска матрица унитарно дијагонализабилна.
Пресликавање , конјугација у смислу теорије група у линеарној групи  инверзибилних n&nbsp;&times;&nbsp;n матрица, се назива пресликавањем сличности и аутоморфизам је алгебре  свих n&nbsp;&times;&nbsp;n матрица. Ако је , онда је
за ма који полином, или општије ма коју функцију f аналитичку на домену у комплексној равни који садржи све својствене вредности матрице A. Посебно, ако је A дијагонализабилна и  њој слична дијагонална матрица, тада су сви степени матрице A дати једноставном формулом
.
Овај резултат се користи при решавању линеарног дискретног динамичког система x(&nbsp;t&nbsp;+&nbsp;1&nbsp;)&nbsp;=&nbsp;A x(t), чије је решење . Аналогно сличне дијагоналне матрице помажу у решавању система линеарних диференцијалних једначина, односно непрекидног динамичког система. Помоћу исте формуле се нумерички брзо и прецизно израчунава доминантна својствена вредност (својствена вредност највеће апсолутне вредности).
Сличне матрице имају једнак ранг, дефект, детерминанту, траг, карактеристични и минимални полином, исте својствене вредности са једнаким алгебарским вишеструкостима и димензијама одговарајућих својствених простора. Ранг линеарног пресликавања је ранг ма које од његових матрица (које су сличне међу собом, те тако све имају исти ранг); слично се могу дефинисати и карактеристични и минимални полином линеарног пресликавања, итд.